# Romford
Romford este o suburbie din cadrul regiunii Londra Mare, Anglia, situată în extremitatea nord-estică a aglomerației londoneze. Romford aparține din punct de vedere administrativ de burgul londonez Havering al cărui principal centru urban este. Până în 1965 a fost un oraș în comitatul Essex.